# 枫下站 (南昌市)
枫下站位于中华人民共和国江西省南昌市青山湖区罗家镇深圳大道，是南昌地铁2号线的地铁车站。

## 车站结构
枫下站为地下二层岛式站台车站，总长208米，宽度19.7米，出入口数量4个，风亭数量2个，该车站总建筑面积13445平方米，其中地上779平方米，地下12666平方米。

### 楼层
| 1层  | 地面               | 出入口                         |  |  |
| -1层 | 站厅               | 自动售票机、客服中心           |  |  |
| -2层 |                    | █ 2号线 往南路（罗家集）       |  |  |
|      | 岛式站台，左侧开门 |                                |  |  |
|      |                    | █ 2号线 往南昌东站（国展中心） |  |  |

### 出入口
| 编号                   | 指示         | 图片 | 建议前往的目的地 |
| ---------------------- | ------------ | ---- | ---------------- |
| · （暂未开通）         | 深圳大道东侧 |      |                  |
| 出口 · 2L              | 深圳大道东侧 |      |                  |
| 出口 · 3L              | 深圳大道西侧 |      | 江西电力小区     |
| 出口 · 4L · 升降机标志 | 深圳大道西侧 |      |                  |
| 註： 設有              |              |      |                  |

## 接驳交通
本站周边尚無公交路線接駁。

## 历史
本站在二期规划调整公示时称作罗家二路站，环评阶段及往后均称作枫下站，因车站所处枫下村得名。
2025年6月28日，车站随2号线东延段开通而启用。